# Trgovište (Bośnia i Hercegowina)
Trgovište (cyr. Трговиште) – wieś w Bośni i Hercegowinie, w Republice Serbskiej, w gminie Novi Grad. W 2013 roku liczyła 274 mieszkańców.